# Дома 1124 км
Дома́ 1124 км (рос. Дома 1124 км) — сільський населений пункт без офіційного статусу у складі Ярського району Удмуртії, Росія.

## Населення
Населення — 8 осіб (2010, 9 у 2002).
Національний склад станом на 2002 рік:
- удмурти — 67 %
- росіяни — 33 %